# Jan Zagers
Jan Zagers (Meer, 20 maart 1931 - Gooreind, 19 januari 2022) is een voormalig Belgisch wielrenner die in de periode 1952-1962 professioneel actief was. Hij startte een fietswinkel op in Brasschaat die hij naar zichzelf vernoemde. In de latere fasen van zijn leven werd de werking van deze winkel door zijn kinderen en kleinkinderen verder gezet.

## Belangrijkste Overwinningen
1951
- 2e etappe Ronde van België, Amateurs
- Belgisch kampioen op de weg, Militairen
- Acht van Chaam, Amateurs

1952
- Duffel

1954
- Nokere Koerse
- Cras Avernas - Remouchamps - Cras Avernas, Cras Avernas (België)
- Brasschaat-Maria-ter-Heide

1955
- Borgerhout
- Berlare

1956
- Belsele
- 1e etappe Dwars door België
- Bierbeek
- Putte-Mechelen

1957
- Machelen

1958
- 1e etappe Driedaagse van Antwerpen (Ploegentijdrit)
- Kessel-Lier
- Dernycriterium in Wilrijk

1959
- Soignies
- Heule
- Kuntich

1960
- Schelle
- Machelen

1961
- Belsele
- Boulogne-sur-Mer (Frankrijk)
- Saint-Omer (Frankrijk)

1962
- Waver

## Resultaten in voornaamste wedstrijden
| Jaar | Milaan-San Remo | Gent-Wevelgem | Ronde van Vlaanderen | Parijs-Roubaix | Luik-Bast.‑Luik | Parijs-Brussel | Parijs-Tours | Omloop Het Volk |  | WK op de weg |  | Wereldranglijsten |
| ---- | --------------- | ------------- | -------------------- | -------------- | --------------- | -------------- | ------------ | --------------- |  | ------------ |  | ----------------- |
| 1952 |                 |               |                      |                | 5e              |                |              |                 |  |              |  |                   |
| 1953 |                 |               |                      | 44e            | 7e              |                |              | 25e             |  |              |  |                   |
| 1954 | 13e             |               |                      |                |                 | 14e            |              |                 |  | 16e          |  |                   |
| 1955 | 89e             | 12e           |                      | 36e            | 21e             | 21e            |              | 19e             |  |              |  |                   |
| 1956 |                 | 16e           | 10e                  |                | 16e             |                |              |                 |  |              |  |                   |
| 1957 | 74e             |               | 20e                  |                | 6e              |                |              |                 |  |              |  |                   |
| 1958 |                 |               |                      | 10e            | Zilver          |                |              |                 |  |              |  |                   |
| 1959 | 35e             |               |                      | 23e            | 6e              | 46e            | 11e          | 12e             |  |              |  |                   |
| 1960 |                 |               | 30e                  |                |                 | 10e            |              |                 |  |              |  |                   |
| 1961 |                 | 20e           |                      |                | 15e             | 15e            | 61e          | 15e             |  |              |  |                   |
| 1962 |                 |               |                      |                |                 | 4e             | 4e           | 9e              |  |              |  |                   |